# Božidar Raič
Božidar Raič (pravo ime Matija Reich), slovenski rimskokatoliški duhovnik, jezikoslovec, politik in publicist, * 9. februar 1827, Žvab, † 6. junij 1886, Ljubljana
Raič se je rodil kmečkim staršema Juriju in Katarini (rojena Simic) na Žvabu, umrl v Ljubljani in je pokopan v grobnici pisateljskega društva na Navju v Ljubljani. Po končani ljudski šoli je v Varaždinu obiskoval obiskoval gimnazijo (1838–1844) kjer je poslovenil svoj priimek v Raič. Nato je od leta 1844 do 1846 v Zagrebu študiral  filozofijo ter od 1846 do 1850 v Gradcu teologijo, kjer je bil tudi posvečen v duhovnika.  Po končanem študiju je bil duhovniški pomočnik v Ljutomeru (1850–1851), kaplan v Slivnici pri Mariboru (1851–1853), profesor slovenščine na mariborski gimnaziji (1853–1860) ter kaplan in župnik pri Sv. Barbari (Cirkulane) v Halozah (1860–1886). Leta 1884 je postal državni in deželni poslanec za ptujski okoliš; bil pa je še okrajni odbornik, odbornik šolskega sveta, odbornik Slovenskega političnega društva v Mariboru, in ptujske čitalnice, predsednik krajevnega šolskega sveta ter član in ustanovitelj številnih narodnih društev.
Raič je iz češčine prevedel rusko slovnico Temelji ruskega jezika (Zagreb, 1851). Kot profesor v Mariboru je dosegel za tisti čas izjemno stvar, pouk slovenščine na gimnaziji v slovenskem učnem jeziku. Po letu 1859 si je prizadeval za razširitev slovenščine kot učnega jezika. Zaradi takšnih nazorov je moral zapustiti gimnazijo. Bil je pobudnik taborov; na 3. taboru (goriški tabor v Šempasu, 18. oktober 1869) je govoril o nujnosti zedinjenja Slovencev v eno politično skupino, o enakopravnosti slovenskega naroda z drugimi v monarhiji, o za Slovence pomembnih gospodarskih zadevah in šolah. Šole s slovenskim učnim programom je zahteval kot osnovno narodovo pravico in edino učinkovito sredstvo za izobrazbo ljudstva. Prizadeval se je tudi za ustanovitev slovenskih gospodarskih šol. Neizprosen glede narodnih in političnih pravic je bil tudi kot poslanec državnega zbora (1884-1886).
V slovenskem tisku je kot prvi objavljal članke o ogrskih Slovencih, bil je eden glavnih sodelavcev Napreja in celovškega Slovenca.